# (3259) Brownlee
(3259) Brownlee (1984 SZ4) – planetoida z grupy pasa głównego asteroid okrążająca Słońce w ciągu 5,62 lat w średniej odległości 3,16 j.a. Odkryta 25 września 1984 roku.